# Saadet Aksoy
Saadet Işıl Aksoy (Estambul, 29 de agosto de 1983) es una actriz turca que recibió elogios de la crítica por su interpretación de Aska en la película del actor y director italiano Sergio Castellitto Twice Born, la que coprotagonizó con Penélope Cruz y Emile Hirsch. La crítica de cine Christy Lemire la describió como "la llamativa Saadet Aksoy" en su reseña de Twice Born y el crítico David Rooney declaró: "Saadet Aksoy aporta fuego a sus escenas" en The Hollywood Reporter. En su artículo en la revista Variety, Boyd Van Hoeij escribió sobre su actuación en Twice Born: "La turca Saadet Aksoy impresiona en un papel de apoyo interpretando a una yugoslava valiente".
Sergio Castellitto narró su primer encuentro con Aksoy en un artículo para Vogue Turquía de la siguiente manera: "La primera vez que vi a Saadet fue a través de Internet. Accidentalmente me encontré con el trailer de una película. En realidad no recuerdo nada de ese trailer ni de esa película. Sin embargo, recuerdo que vi a una mujer voltear su cabeza abruptamente hacia la cámara, con sus ojos azules quemando todo lo que había en ese marco".
Saadet Aksoy ha sido jurado de importantes eventos como el Festival Internacional de Cine de El Cairo, el Festival de Cine de Sarajevo y el Festival de Cine de Estambul y se convirtió en la portavoz de L'Oréal Paris en Turquía en el año 2013.

## Biografía

### Primeros años
Aksoy nació en Estambul, hija de İnci Aksoy, jefe de policía jubilado y de Anıl Aksoy, policía jubilada. Habla de las fuertes figuras femeninas de su familia en una entrevista diciendo: "Mi mamá y mi abuela han sido mis dos modelos a seguir. Ambas se han destacado en la vida no sólo por su belleza física, sino que también han tenido éxito en sus carreras y han sido respetadas en la vida gracias a sus identidades y personalidades". Su abuela Münire Şahinbaş fue una de las primeras empresarias exitosas de Turquía.
Aksoy tiene dos hermanos mayores. En una entrevista describió su infancia y lo que el cine significó para ella desde muy joven: "Siempre hubo ciertas reglas en la familia. Aunque mis hermanos y yo nos divertíamos mucho juntos, yo también era muy introvertida. El cine fue lo que me llevó a tierras completamente diferentes, y el cine siempre me ha sorprendido desde mi infancia".
Tomó su nombre de pila Saadet de su abuela parterna, quien murió antes de que ella naciera, y como la mayoría de los nombres turcos, tiene un significado específico. La palabra "Saadet" significa "Felicidad" en español.

### Carrera
Saadet Aksoy estudió Lengua y Literatura Inglesas en la Universidad de Bogazici en Estambul. Participó en proyectos de televisión en Turquía como Güz Yangını, Esir Kalpler, Senden Başka, Kalpsiz Adam, Sınıf, Balkan Düğünü y Muhteşem Yüzyıl. Sus apariciones teatrales incluyen la versión turca de Magnolias de acero escenificada por el director teatral Mehmet Ergen y la versión turca de Shoot/Get Treasure/Repeat, originalmente escrita por el dramaturgo británico Mark Ravenhill.
Debutó en la película Egg de Semih Kaplanoğlu, estrenada en la Quincena de los Realizadores del Festival Internacional de Cine de Cannes en 2007, con lo que obtuvo varios premios en importantes eventos de cine como el Festival Internacional de Cine de Valdivia y el Festival de Cine de Sarajevo. En 2008 participó en la siguiente película de Semih Kaplanoğlu, Milk, que fue presentada en la Selección Oficial del Festival de Cine de Venecia. Más tarde trabajó con el director argentino Alejandro Chomski en A Beautiful Life, y en 2009 participó en Eastern Plays, del búlgaro Kamen Kalev, estrenada también en la Quincena de los Realizadores del Festival de Cannes. El crítico cinematográfico Jay Weissberg elogió su actuación en Eastern Plays en su artículo para la revista Variety afirmando: "Todas las interpretaciones son fuertes, pero son las actuaciones de Christov y Aksoy las que se quedan grabadas en la memoria".
Su película turca Love in Another Language de 2009 le valió premios a la mejor actriz en el Festival Internacional de Cine de Ankara y en el Festival de Cine de Bursa Silk Road. De nuevo en 2009, hizo parte del elenco del filme The Rebound con Catherine Zeta Jones y Justin Bartha del director Bart Freundlich, su gran avance internacional fue después de haber coprotagonizado con Penélope Cruz y Emile Hirsch en Twice Born, de Sergio Castellitto, una adaptación de la novela del mismo nombre de Margaret Mazzantini. La película se estrenó en el Festival Internacional de Cine de Toronto en 2012. En 2013, Aksoy actuó en la película turca Sürgün y recientemente terminó de rodar su último proyecto, Ragion di Stato, dirigido por Marco Pontecorvo para la cadena de televisión italiana RAI. A partir de entonces realizó participaciones en las series de televisión turcas Ragion di Stato (2015), Kördügüm (2016) y Vatanim Sensin (2017) y en las producciones cinematográficas Ailecek Saskiniz (2018), Saf (2018) y Passed by Censor (2019).

## Filmografía

### Cine
| Año  | Título                   | Papel             | Notas                                     |
| ---- | ------------------------ | ----------------- | ----------------------------------------- |
| 2007 | Egg                      | Ayla              | Quincena de los Realizadores              |
| 2008 | Milk                     | Semra             | Festival Internacional de Cine de Venecia |
| 2008 | A Beautiful Life         | Denise            |                                           |
| 2009 | Eastern Plays            | Işıl              | Quincena de los Realizadores              |
| 2009 | Love in Another Language | Zeynep            |                                           |
| 2009 | The Rebound              | Turca en Estambul |                                           |
| 2012 | Twice Born               | Aska              | Festival Internacional de Cine de Toronto |
| 2013 | Sürgün                   | Eleni             |                                           |

### Televisión
| Año  | Título          | Papel             | Notas |
| ---- | --------------- | ----------------- | ----- |
| 2005 | Güz Yangını     | Pınar             |       |
| 2006 | Esir Kalpler    | İrem              |       |
| 2007 | Senden Başka    | Elif              |       |
| 2008 | Kalpsiz Adam    | Feraye            |       |
| 2008 | Sınıf           | Duygu             |       |
| 2009 | Balkan Düğünü   | Zehra             |       |
| 2011 | Muhteşem Yüzyıl | Victoria (Sadıka) |       |
| 2014 | Ragion di Stato | Rania             |       |
| 2016 | Kördüğüm        | Eylül             |       |
| 2017 | Vatanım Sensin  | Lucy              |       |

## Premios
| Año  | Evento                           | Premio o categoría       | Obra                     | Resultado |
| ---- | -------------------------------- | ------------------------ | ------------------------ | --------- |
| 2007 | Festival de Cine de Sarajevo     | Mejor actriz             | Egg                      | Ganadora  |
| 2007 | Festival de Cine de Antalya      | Mejor actriz nueva       | Egg                      | Ganadora  |
| 2007 | Festival de Cine de Valdivia     | Mejor actriz             | Egg                      | Ganadora  |
| 2008 | Premios Siyad                    | Mejor actriz protagónica | Egg                      | Ganadora  |
| 2008 | Premios Yeşilçam                 | Mejor talento joven      | Egg                      | Ganadora  |
| 2008 | Festival de Cine de Ankara       | Mejor actriz nueva       | Egg                      | Ganadora  |
| 2008 | Premios İsmail Dümbüllü          | Mejor actriz de cine     | Egg                      | Ganadora  |
| 2009 | Festival de Cine de Ankara       | Mejor actriz             | Love in Another Language | Ganadora  |
| 2009 | Festival de Cine Bursa Silk Road | Mejor actriz             | Love in Another Language | Ganadora  |